# سیاست‌پژوهی
مطالعات سیاست یا سیاست‌پژوهی زیرمجموعه‌ای از علوم سیاسی شامل تجزیه و تحلیل روند سیاستگذاری (روند سیاستگذاری) و محتوای سیاستگذاری (تحلیل سیاست) است. تجزیه و تحلیل سیاست شامل تحقیقات اساسی (مانند سیاست بهداشت یا آموزش)، ارزیابی برنامه و مطالعات تأثیر، و طراحی سیاست است. این «شامل مطالعه منظم ماهیت، علل و تأثیرات سیاستهای عمومی جایگزین، با تأکید ویژه بر تعیین سیاستهایی است که اهداف معین را تحقق می‌بخشند.» این رشته در دهه ۱۹۶۰ و ۱۹۷۰ در ایالات متحده ظهور کرد.
مطالعات سیاست همچنین منازعات و حل تعارضاتی را که ناشی از سیاستگذاری در جامعه مدنی، بخش خصوصی یا غالباً بخش عمومی (به عنوان مثال دولت) است، بررسی می‌کند.
در حالی که مطالعات سیاست گذاری غالباً روی بخش دولتی متمرکز است، برای سازمانهای دیگر قابل استفاده است (به عنوان مثال، بخش غیرانتفاعی). برخی از کارشناسان مطالعات سیاست با مدارک سیاست عمومی از مدارس سیاستگذاری عمومی فارغ‌التحصیل می‌شوند. از طرف دیگر، کارشناسان می‌توانند رشته‌هایی در زمینه تحلیل سیاست، ارزیابی برنامه، جامعه‌شناسی، روانشناسی، فلسفه، اقتصاد، مردم‌شناسی، جغرافیا، حقوق، علوم سیاسی، مددکاری اجتماعی، برنامه‌ریزی محیطی و مدیریت عمومی داشته باشند.